# Appleton, Minnesota
Appleton är en ort i Swift County i delstaten Minnesota, USA.